# 弗拉基米爾·弗羅洛夫
弗拉基米爾·彼得羅維奇·弗羅洛夫（俄語：Владимир Петрович Фролов，羅馬化：Vladimir Petrovich Frolov，1967年—2022年3月10日），俄羅斯陸軍少將，南部軍區第8近卫合成集团军副司令。他是繼空軍少將安德烈·蘇霍維茨基後被俄羅斯官方承認在烏克蘭陣亡的高級將領。

## 生平
弗拉基米爾·弗羅洛夫生於1967年，居於聖彼得堡。根據聖彼得堡市長亞歷山大·別格洛夫稱，弗羅洛夫生於軍人家庭，弗羅洛夫的父親在蘇德戰爭中參與了白俄羅斯哈廷的戰鬥。
弗羅洛夫在2019年12月12日獲俄羅斯總統弗拉基米爾·普京授予少將軍銜。

## 事蹟
弗羅洛夫參與了2022年俄羅斯入侵烏克蘭，率領第8近衛聯合武裝集團軍駐紮在馬里烏波爾附近地區。其在戰爭中陣亡，但俄羅斯官方並未發佈弗羅洛夫何時何地陣亡及具體說明死訊。弗羅洛夫於2022年4月16日以軍禮安葬在聖彼得堡塞拉芬公墓，聖彼得堡市政府新聞處發佈聖彼得堡市長亞歷山大·別格洛夫出席了葬禮和發表悼詞的報導，弗羅洛夫之死訊才被公眾所知悉。值得注意的是，烏克蘭官方從未發布過任何關於弗羅洛夫的死訊。
根據一份2022年4月13日由頓河畔羅斯托夫簽發的弗羅洛夫死亡證明，證實弗羅洛夫死於2022年3月10日，然而其墳墓上沒有寫上完整的死亡日期，而只是寫了年份。